# Tono medio
Los tonos medios son aquellos que se corresponden con el intervalo de frecuencias intermedias dentro del espectro audible. Este intervalo se sitúa entre de 300 a 2000 Hz.
Aunque hablemos de frecuencias medias o intermedias, hay que tener presente que su misión principal es separar los agudos de los grave, por lo que, en realidad, es un intervalo, relativamente pequeño dentro de las audiofrecuencias que el oído humano sano y joven es capaz de percibir y que va de los 20 a los 20 000 Hz.
- Datos: Q2893056